# Ryszard Bańkowicz
Ryszard Bańkowicz (ur. 22 lipca 1939 w Warszawie) – polski dziennikarz prasowy, korespondent zagraniczny i reportażysta.

## Życiorys
Ukończył studia prawnicze na Uniwersytecie Warszawskim. Od 1961 zawodowo związany z dziennikarstwem prasowym. Pracował w „Kurierze Polskim”, „Świecie”, „Dookoła Świata”, „Razem”. Od 1986 przez kilka lat był komentatorem i korespondentem zagranicznym „Życia Warszawy”, później publikował m.in. w „Rzeczpospolitej”. Od 1989 współpracował także z prasą fińską. Był redaktorem naczelnym „Businessman Magazine” i „Ambasadora”
Pełnił funkcję dyrektora generalnego Polskiej Konfederacji Pracodawców Prywatnych (1998–1999) i Polskiej Rady Biznesu (1997–2002).
W 2007 został przewodniczącym Polskiego Klubu Publicystów Międzynarodowych, a w 2011 przewodniczącym Rady Etyki Mediów (wybieranym następnie na kolejne kadencje). W 2022 wszedł w skład zarządu Stowarzyszenia Autorów ZAiKS.

## Odznaczenia i wyróżnienia
Odznaczony m.in. Krzyżem Oficerskim Orderu Odrodzenia Polski (2000). Wyróżniony Nagrodą SDP im. Juliana Bruna. Wyróżniony Odznaką Honorową Zasłużonego dla Warszawy (2022).

## Publikacje
- Oczy na Meksyk (współautor), Iskry, Warszawa 1968.
- Cyprysy na wietrze, Książka i Wiedza, Warszawa 1972.
- Z różą w zębach, Młodzieżowa Agencja Wydawnicza, Kraków 1977.
- Anglik bez melonika, Młodzieżowa Agencja Wydawnicza, Kraków 1979.